# Pécel
Pécel is een plaats (város) en gemeente in het Hongaarse comitaat Pest. Pécel telt 14 328 inwoners (2007).